# Aliszahr
Aliszahr (pers. عاليشهر) – miejscowość w południowym Iranie, w ostanie Buszehr. W 2006 roku miejscowość liczyła 6251 osób w 1548 rodzinach.